# Salome Melia
Salome Melia (in georgiano სალომე მელია?; Batumi, 14 aprile 1987) è una scacchista georgiana, Maestro Internazionale e Grande maestro femminile.

## Carriera

### Eventi individuali
Ha vinto due volte (2008 e 2010) il Campionato georgiano femminile.
Nel 2011 ha vinto il premio per la miglior donna al Tradewise Gibraltar Chess Festival.
Nel Campionato europeo ha ottenuto un argento nell'edizione di Belgrado 2013 (alle spalle della ungherese Hoang Thanh Trang) e un bronzo in quella di Plovdiv 2014 (dietro alle russe Valentina Gunina e Tat'jana Kosinceva).

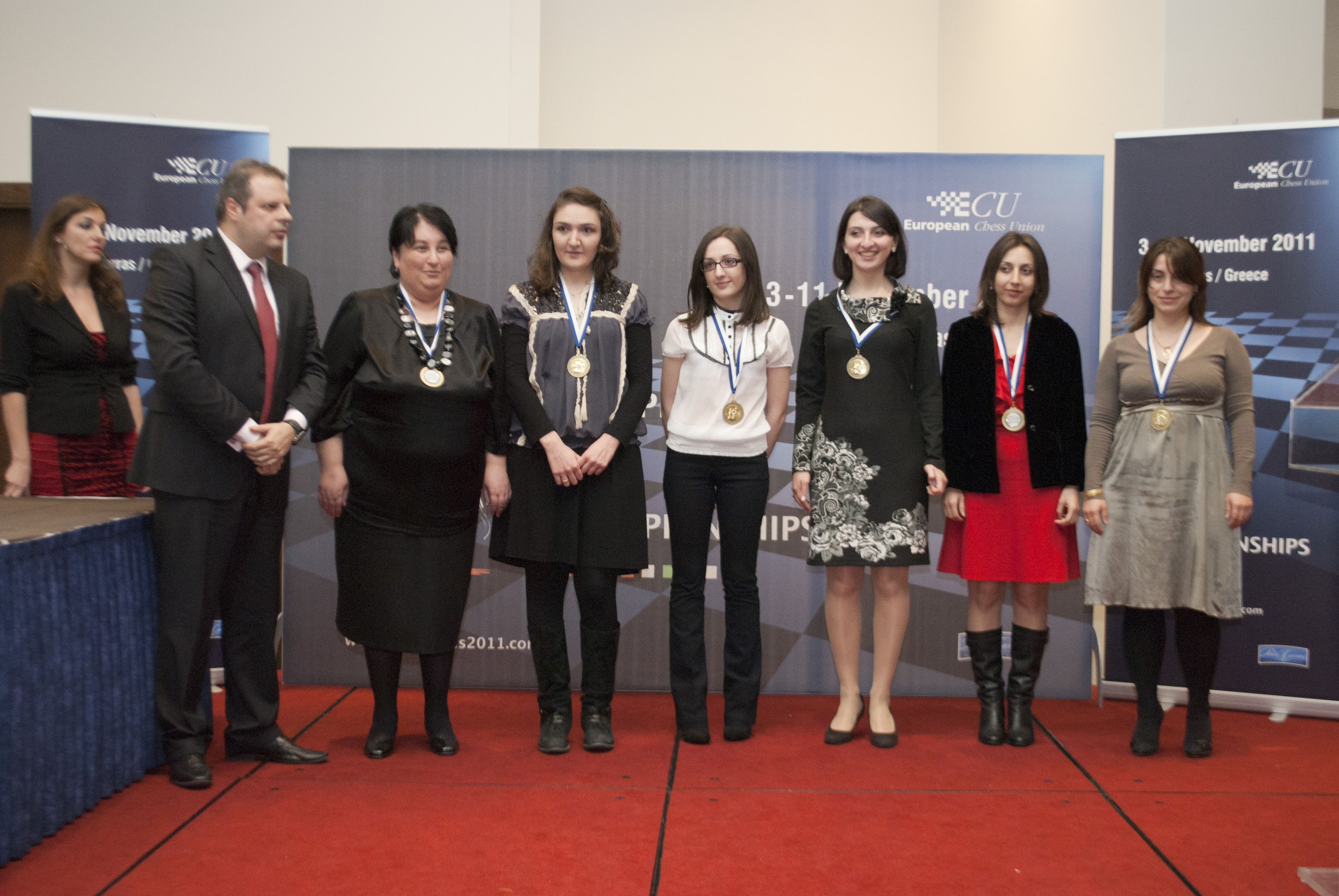
Campionato europeo a squadre di Porto Carras 2011: la Georgia vincitrice del bronzo: (da sinistra a destra) Nino Gurieli (Capitano non giocatore), Nana Dzagnidze, Nazi Paikidze, Salome Melia, Lela Javakhishvili e Nino Khurtsidze

### Eventi a squadre

#### Nazionale
Ha partecipato con la Georgia alle Olimpiadi degli scacchi di Khanty-Mansiysk 2010 e Tromsø 2014, giocando 20 partite e ottenendo un complessivo di +10 =6 -4. I suoi migliori risultati sono stati un argento individuale e un bronzo di squadra, entrambi ottenuti nell'edizione 2010.
Con la Georgia ha inoltre preso parte a 4 edizioni del Campionato del mondo a squadre femminile tra il 2011 e il 2023 (21 partite, +10 =9 -2). Ha vinto due ori e due bronzi di squadra e due ori, un argento e un bronzo personali come prima riserva (quinta scacchiera).
Sempre come riserva ha preso parte alle edizioni 2011 e 2017 del Campionato europeo a squadre femminile (12 partite, +8 =3 -1). Ha ottenuto un argento e un bronzo di squadra, un oro e un bronzo personali.

#### Club
Ha partecipato a 5 edizioni (2009 e 2010 con la Samaia Tbilisi, 2014, 2016 e 2017 con la Nona Batumi) al Campionato europeo a squadre per club femminile (27 partite, +12 =9 -6), ottenendo 2 ori, un argento e un bronzo di squadra e un oro e un argento personali.
Nel 2014 ha preso parte alla prima edizione del Campionato georgiano a squadre in 4a scacchiera per la Nona Adjara, vincendo l'oro di squadra.
Tra il 2012 e il 2014 ha partecipato al Campionato tedesco a squadre femminile con la SV Mülheim-Nord.
Tra le altre sue partecipazioni ad eventi di squadra, il Campionato turco a squadre femminile con la Türk Hava Yollari S.K, quello iraniano con la Khaneh Shatrandj Babol, quello rumeno con la CS Contor Group Arad.